# Zygmunt Ławrynowicz
Zygmunt Ławrynowicz (ur. 14 października 1925 w Poniewieżu, zm. 1987 w Londynie) – polski poeta emigracyjny, tłumacz i publicysta.

## Życiorys
Urodził się na Litwie Kowieńskiej i tam spędził młodość, kończąc gimnazjum w Poniewieżu. W 1943 wywieziony na przymusowe roboty do Niemiec skąd zbiegł przez Jugosławię do Wielkiej Brytanii. Studiował ekonomię i nauki polityczne w University College w Dublinie, a od 1952 roku pracował w banku Loyds w Londynie. Następnie został redaktorem Życia akademickiego (1953-1954). Należał do redakcji „Merkuriusza Polskiego”, a w latach 1958-59 współredagował Życie i współpracował z Więzią, i Kontynentami. Był współtwórcą grupy poetyckiej "Kontynenty" (1959-1964). Znał biegle co najmniej osiem języków i dzięki temu znakomicie orientował się w literaturze światowej.
Był poetą orientacji chrześcijańskiej. W swojej twórczości podejmował tematy eschatologiczne łącząc motywy biblijne z otaczającą rzeczywistością.

## Publikacje
- Epitafium jesieni. 1953
- Syn marnotrawny i inne wiersze (1954 - 1960). Oficyna Poetów i Malarzy, Londyn 1968
- Błędne ogniki 1984 - w kraju
- Anglobabilon. Wiersze 1965-1985. Wydawnictwo 'Kwiat lotosu',Londyn 1986
- Trujące jagody czyli Helga. Wydawnictwo 'Kwiat lotosu', Londyn 1986
- Świetliki i ulęgałki. Wydawnictwo 'Kwiat lotosu' (nakładem Autora), Londyn 1987

### Przekłady
- Eugenio Montale: Poezje. Wiersze wybrane. Wydawnictwo "Kwiat lotosu", Londyn
- Andre Frossard: 36 dowodów na istnienie diabła. Wydawnictwo W DRODZE, Poznań 1987, ISBN 83-85008-51-9